# Dérive des pesticides

Processus de pollution environnementale par les pesticides.

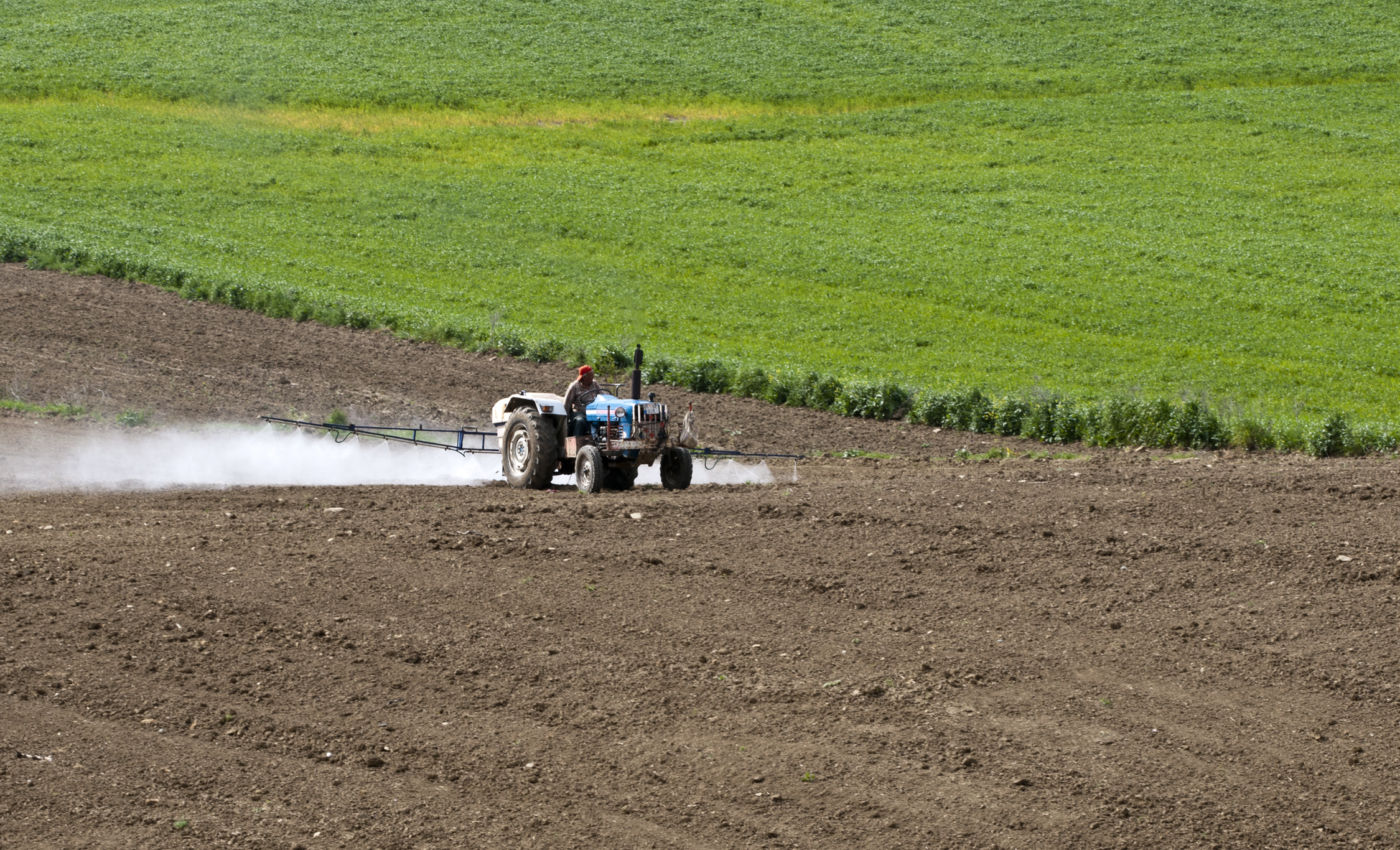
Exemple de dérive (exodérive) sous l'effet d'un vent transverse ; Après le traitement du champ, certaines zones auront été sous-traitées et d'autres auront reçu plus que la dose prévue

La dérive des pesticides est l'ensemble des phénomènes qui accompagnent l'application des produits phytosanitaires et qui contribuent à ce qu'une part variable de ces derniers se perd dans l'environnement sans atteindre les plantes ciblées. Le phénomène principal est la « dérive de pulvérisation » dans lequel une partie du produit est directement emportée hors de la zone ciblée (fossé ou cours d'eau éventuellement) ou la quitte avant d'atteindre le sol (pour alors à nouveau polluer l'air, éventuellement jusqu'à grande distance). De manière connexe, un phénomène de déperdition et migration dans le sol et, pour les pesticides solubles dans l'eau, de dérive dans les cours d'eau et/ou nappe intervient souvent également, les produits étant entraînés par les eaux de ruissellement notamment.

## Histoire
Les disséminations à longue distance sont connues, au moins depuis les années 1990, soit par des analyses de l'air, soit par des études trouvant dans le sol des pesticides n'ayant jamais été utilisés in situ ni à proximité. On a par exemple trouvé en Europe 30 pesticides loin de l’endroit où ils avaient été pulvérisés. En 2020, deux ONG allemandes (Bündnis für eine enkeltaugliche Landwirtschaft et Umweltinstitut München) ont dosé les pesticides dans l'air, et y ont retrouvé 138 d’entre eux dans 163 sites répartis sur toute l’Allemagne (jusqu'au cœur d'aires protégées, dans les centres des villes ou au dessus de champs en agriculture biologique. Et 30 % de ces substances aéroportées n'étaient pas ou plus autorisées dans le pays (dont le DDT interdit depuis des décennies en Europe). « Des cocktails de 5 à 34 pesticides ainsi que leurs produits de dégradation ont été identifiés sur trois quarts des sites. Du glyphosate, l’herbicide le plus utilisé au monde, a été détecté sur tous les sites équipés de filtres techniques ». Ceci réfute l’hypothèse selon laquelle le glyphosate ne se répand pas par voie aérienne – le glyphosate et ses sels sont en effet considérés comme non volatiles, ce qui explique que l’Autorité européenne de sécurité des aliments (EFSA) ait jusqu’ici écarté la possibilité de leur dissémination sur de longues distances. Une autre étude (2020) a mesuré sur 12 mois les taux de pesticides atmosphériques sur 50 points à travers la France. Du glyphosate était présent dans 80 % des cas, ce qui confirme une dissémination dans l'air. Comme pour les microplastiques, des pesticides sont retrouvés presque partout sur la planète. « Afin d'évaluer la possible contamination de zones non ciblées dans le Tyrol du Sud, 71 échantillons d'herbe issus d'aires de jeux publiques et de cours d'écoles situées près de plantations de pommiers et de vignes gérées de façon intensive ont été examinés. Au moins un pesticide et parfois même des cocktails de pesticides ont été retrouvés dans 96 % d'entre eux. Il s'agissait majoritairement de substances classées comme perturbateurs endocriniens, c’est-à-dire pouvant nuire à la santé humaine et animale, y compris à très petites doses. Un autre exemple, venu des États-Unis cette fois, révèle une pollution atmosphérique probablement causée par la dérive des pesticides : selon une étude de 2021, plus de 400 000 hectares de soja et au moins 65 000 hectares de zone protégée étaient exposés au dicamba, un herbicide utilisé dans les champs voisins. ».

## Le phénomène, et ses causes
Selon l'Atlas des pesticides 2023 « Les substances actives peuvent également parcourir des distances bien plus longues allant de quelques centaines de kilomètres à plus de 1 000 kilomètres. On parle de dissémination sur de longues distances, ou encore de dérive ou de dispersion atmosphérique. Ces substances peuvent s’élever dans les airs lorsque le sol se réchauffe, qu’il y a évaporation ou qu’elles adhèrent aux minuscules particules de poussière que le vent arrache aux couches les plus superficielles du sol. En pareil cas, les courants aériens répandent ces petites particules en suspension – appelées aérosols – dans toutes les directions. Elles sont ramenées au sol en cas de baisse des températures et de pluie et peuvent atterrir n’importe où : dans les réserves naturelles, les parcs en ville ou dans nos poumons ».
Plusieurs facteurs déterminent ou modulent la dérive : ils sont environnementaux (comme les conditions météorologiques : vent, pluie, température, humidité relative, etc.) et/ou technique (réglage du matériel de pulvérisation, nature de la  substance active qui peut être sujette à un séchage ou une cristallisation trop rapide [dans l'air, avant d'être « collé » à la feuille ou au sol et/ou à une ou plusieurs volatilisation(s) ultérieure(s)]. 
Une étude récente (2024) basée sur l'analyse d'échantillonneurs passifs (des bracelets en silicone adsorbant), capables d'enregistrer des profils d’exposition aux pesticides gazeux et particulaires (et à certains de leur métabolites), hautement individualisés, montre que la contamination de l'air extérieur et intérieur, et celle des agriculteurs et riverains par les dérives, envols et évaporation de pesticides ont été sous-estimées.

## Effets sanitaires
la dérive des pesticides a des conséquences sur au moins trois plans,. : 
1. ) économique (moindre efficacité des traitements, perte de produit et donc gaspillage d'argent) ;
2. ) environnemental, avec notamment une pollution accrue de l'environnement et en particulier de l'eau, de l'air (selon une étude récente (2024) ayant mesuré l'exposition individuelle aux pesticides particulaires et gazeux à l'extérieur et dans l'air intérieur en zones d'agriculture intensive : « les 2/3 de l'exposition concerne des pesticides provenaient principalement issus de sources non professionnelles ["dissipation à distance"] (...) plus de 43 % des riverains ou personnes de passage sont exposés au même niveau d’exposition que les agriculteurs. Environ 7 % et 3 % des agriculteurs locaux et des passants peuvent souffrir de risques chroniques pour la santé »)[5] et des sols, avec des effets écotoxicologiques induits, directs et indirects) ; et des sols, avec des effets écotoxicologiques induits, directs et indirects) ;
3. ) santé publique.

## Types de dérives, modélisations
Toutes choses égales par ailleurs, la dérive est fortement liée au mode de pulvérisation (taille des gouttes, puissance du jet qui déterminent la plus ou moins grande légèreté de la brumisation de pesticide) et à la distance entre le pulvérisateur et le sol (le cas extrême étant celui de l'avion). Dans le cas de pulvérisation en ultra-bas volume (UBV), l'entraînement par le vent apporte une aide efficace à la diffusion des gouttelettes sur une vaste zone.
Himel en 1974 distingue l'« exodérive » (le transfert de pulvérisation hors de la zone cible) de l'« endodérive » où la substance active contenue dans les gouttelettes tombe dans la zone cible, mais sans atteindre sa cible biologique.

L'endodérive est plus importante sur le plan volumétrique, et donc source d'une plus grande contamination de l'environnement (par exemple, réenvol de poussières contaminées, pollution des eaux souterraines).
La dispersion des pesticides fait l'objet de modélisations d'envols et de distribution spatio-temporelle de leurs retombées, de plus en plus précises. Elles permettent notamment, dans le domaine de la santé environnementale, d'évaluer l'exposition des écosystèmes et des populations situées sous le vent des engins d'épandage actifs sur les sites d’application.
A titre d'exemple, dans le comté de Yuma (Arizona), les dérives de pesticides ont été modélisées sur une aire de 5000 hectares (50 km2) via l'outil CALPUFF (qui intègre les données météorologiques du Weather Research and Forecasting (WRF), pour neuf jours, lors des pics d'épandage qui ont lieu en septembre-octobre, en 2011. 
Les envols, transports et dépôts d'un insecticide (le lambda-cyhalothrine, très courant dans cette région) ont été modélisé à partir de neuf sites d’application (pour divers paramètres de taux d’émission, de durée de vie chimique, de hauteur d’application et de conditions météorologiques. La vitesse et de la direction du vent s'avèrent être le facteur le plus important, source de panaches étroits transportés hors du domaine. La concentration de l'air en vapeur de pesticide, évaluée sur 48 heures s'échelonne entre 0,2 et 200 ng/m³, avec un pic de 1000 ng/m³ à proximité des épandeurs. Les dépôts secs de pesticides concernent un rayon de 1 à 2 km autour des zones traitées, avec une retombée moyenne de 106 ng/km² et par heure. Sous le vent les concentrations de vapeur de pesticide ne dépassent pas 50 ng/m³, disparaissent après une heure d'exposition ; 99,4 % des vapeurs sont évacuées des zones traitées ; et 99,5 % des envols se déposent sous le vent, près de ces zones. Les auteurs ajoutent que des mesures réelles, in situ doivent valider le modèle et aidier mieux comprendre la réalité de la dérive, dont en intégrant les variations des ingrédients actifs, mais aussi les séquences de remises en suspension des particules déposées au sol, sur les végétaux ou d'autres supports.

## Précautions à prendre
Dans le cas de traitements localisés par pulvérisation de pesticides à large spectre, l'entraînement par le vent doit être minimisé. 
Des efforts techniques et de formation ont été faits pour quantifier et diminuer les dérives de pulvérisation provenant de buses hydrauliques.
L'incorporation rapide de certains pesticides dans le sol peut réduire la volatilisation au moment de la pulvérisation, mais en fonction de la tension de vapeur de la molécule et du type de surfactant auquel elle est associée, elle peut ensuite passer dans l'air humide et la vapeur d'eau quand le sol est exposé au soleil, ou faire l'objet d'envols et réenvols avec les poussières et particules sur lesquelle elle s'est fixée.

## Volatilisation des pesticides
La volatilisation est due à l'évaporation ou la sublimation des herbicides volatils, généralement combiné à un solvant ou à divers additifs. Elle varie selon le produit en fonction de la Constante de Henry propre à chaque produit et formulation.
L'effet attendu des produits chimiques est perdu au lieu prévu pour l'application s'il s'est transformé en vapeur, particule ou nanoparticules (qui se comportent physiquement plus comme un gaz que comme une particule), et il peut advenir ailleurs et plus tard sous l'effet du vent et d'une redéposition (via la pluie, la rosée, la brume) et ainsi affecter d'autres plantes ou organismes, qui n'étaient pas destinées à être traitées, provoquant des dégâts collatéraux.
Le vent, la température et l'humidité affectent aussi le taux de volatilisation, l'humidité tendant à la réduire.
le 2,4-D et le dicamba sont des produits chimiques couramment utilisés comme herbicides qui sont connus pour être sujets à la volatilisation, mais il en existe beaucoup d'autres.
L'application des pesticides, dont les herbicides utilisés pour protéger les plantes génétiquement modifiées résistantes à certains herbicides, augmente le risque de volatilisation du fait que la température est plus élevée et l'incorporation dans le sol impraticable.